# Pearl (Shiroの曲)
「Pearl」（パール）は、日本の歌手Shiroが2000年7月5日にエクスタシー・ジャパンからリリースしたデビュー・シングル。同レーベルからリリースされた最初のシングルである。
「Pearl」がフジテレビ系ドラマ「バスストップ」のオープニング曲として使用された。ドラマ第4話「哀しみと怒りの初デート…」ではプロデューサーのYoshikiがカメオ出演している。

## 収録曲
| 全作詞: Shiro、全作曲: 津田直士、全編曲: Yoshiki（M-1、M-4）、津田直士（M-2、M-3）。 |                          |       |            |      |
| #                                                                                    | タイトル                 | 作詞  | 作曲・編曲 | 時間 |
| 1.                                                                                   | 「Pearl」                | Shiro | 津田直士   | 5:39 |
| 2.                                                                                   | 「海に降る雪」           | Shiro | 津田直士   | 2:57 |
| 3.                                                                                   | 「Silver」               | Shiro | 津田直士   | 3:31 |
| 4.                                                                                   | 「Pearl (Instrumental)」 | Shiro | 津田直士   | 5:39 |

## パーソネル
| - プロデューサー：             | Yoshiki                                        |
| - ミキシング・エンジニア：     | エリック・ウェストフォール                     |
| - レコーディング・エンジニア： | エリック・ウェストフォール、ジェイソン・マウザ |
| - アシスタント・エンジニア：   | タール・ミラー、ドック・ナイト                 |
| - プログラミング：             | Yoshiki、ダン・トロリンガー                    |
| - ドラムス：                   | 波田野哲也                                     |
| - ベース：                     | ケヴィン・マクコーミック                       |
| - ギター：                     | 佐野雅哉、Yoshiki                              |
| - ピアノ：                     | Yoshiki、津田直士                              |
| - ストリングス・アレンジ：     | Yoshiki                                        |

| - プロデューサー：                        | 津田直士                                 |
| - レコーディング&ミキシング・エンジニア： | 杉山勇司                                 |
| - アシスタント・エンジニア：              | 宮坂知恵、杉山貴信、長廣まな、長谷川里美 |
| - ドラムス：                              | 波田野哲也                               |
| - ベース：                                | 高間有一                                 |
| - ギター：                                | 佐野雅哉                                 |
| - ピアノ：                                | 津田直士                                 |

- マスタリング・エンジニア：スティーブン・マーカソン（A&Mマスタリング・スタジオ）